# 里切奇納
50°42′6″N 27°4′22″E / 50.70167°N 27.07278°E
里切奇納（烏克蘭語：Річечина），是烏克蘭西北部的村莊，隸屬里夫內州的里夫內區。該村始建於1629年，面積0.25平方公里，2001年人口68，人口密度每平方公里272人。